# ホセ・ルイス・ビオレタ
ホセ・ルイス・ビオレタ・ラフスティシア（José Luis Violeta Lajusticia、1941年2月25日 - 2022年5月5日）は、スペイン・アラゴン州サラゴサ出身の元同国代表サッカー選手。ポジションはミッドフィールダー。

## 経歴
1962-63シーズンのCDカルボ・ソテロへのレンタルを除き、14シーズンをレアル・サラゴサで送った。レアル・サラゴサでは、1963-64シーズンと1965-66シーズンのコパ・デル・レイ優勝や1963-64シーズンのインターシティーズ・フェアーズカップ優勝を経験した。公式戦通算473試合出場はサラゴサの歴代最多出場記録となっている。
1966年6月23日、ウルグアイ代表との親善試合でスペイン代表での初キャップを踏むと、1973年までに14試合を戦った。

## タイトル

### クラブ
レアル・サラゴサ
- コパ・デル・レイ : 2回 (1963-64, 1965-66)

- インターシティーズ・フェアーズカップ : 1回 (1963-64)